# Stenoma mniodora
Stenoma mniodora es una especie de polilla del género Stenoma, orden Lepidoptera.
Fue descrita científicamente por Meyrick en 1925.

## Distribución
Stenoma mniodora habita en el continente de América, en Colombia.